# 海峽論壇
海峡论坛（英語：Straits Forum）是台灣海峽兩岸中國大陸地区與台灣地区之間的民间交流平台，中共中央台湾工作办公室指導，由中国共产党福建省委员会、福建省人民政府及台湾一些民间团体等两岸单位共同主办。活动始於2009年，由已举办三届的“海西论坛”基础上发展扩大并更名而成，一般于每年6月中旬举办，为期一周，舉辦地點均位於福建省内各市，其中主会场设在厦门。通常，大陸方面由身兼中国共产党中央对台工作领导小组副组长的全国政协主席出席论坛活动并致辞，台灣方面则由中国国民党、新黨人士率领出席，民主進步黨则明文規定不允許黨公職參加海峽論壇。基本每屆海峽論壇，台灣方面會有5,000人至10,000人出席，不過2020年因2019冠狀病毒病疫情影響，台灣方面出席人數銳減至7~800人。

## 历届时间及主题
| 届数     | 举办时间            | 主题                                     | 主议题             |
| -------- | ------------------- | ---------------------------------------- | ------------------ |
| 第一届   | 2009年5月15日至22日 | 扩大民间交流、加强两岸合作、促进共同发展 |                    |
| 第二届   | 2010年6月19日至25日 | 扩大民间交流、加强两岸合作、促进共同发展 |                    |
| 第三届   | 2011年6月11日至17日 | 扩大民间交流、加强两岸合作、促进共同发展 | 聚焦基层、共享成果 |
| 第四届   | 2012年6月16日至22日 | 扩大民间交流、加强两岸合作、促进共同发展 | 汇聚民意、共谋福祉 |
| 第五届   | 2013年6月16日至22日 | 扩大民间交流、加强两岸合作、促进共同发展 | 聚焦亲情、共圆梦想 |
| 第六届   | 2014年6月14日至20日 | 扩大民间交流、加强两岸合作、促进共同发展 | 和谐发展、幸福两岸 |
| 第七届   | 2015年6月13日至19日 | 扩大民间交流、加强两岸合作、促进共同发展 | 关注青年、服务基层 |
| 第八届   | 2016年6月12日至18日 | 扩大民间交流、促进融合发展               |                    |
| 第九届   | 2017年6月17日至23日 | 扩大民间交流、深化融合发展               |                    |
| 第十届   | 2018年6月5日至11日  | 扩大民间交流、深化融合发展               |                    |
| 第十一届 | 2019年6月15日至21日 | 扩大民间交流、深化融合发展               |                    |
| 第十二届 | 2020年9月20日至25日 | 扩大民间交流、深化融合发展               |                    |
| 第十三届 | 2021年12月10日      | 扩大民间交流、深化融合发展               |                    |
| 第十四届 | 2022年7月12日       | 扩大民间交流、深化融合发展               |                    |
| 第十五届 | 2023年6月16日       |                                          |                    |
| 第十六届 | 2024年6月15日       |                                          |                    |
| 第十七屆 | 2025年6月15日       |                                          |                    |

## 主要活动
- 开幕式及综艺晚会（第五届起取消，改为20分钟的文艺演出）
- 海峡论坛大会
- 海峡主题论坛（海峡青年论坛、海峡金融论坛、海峡职工论坛等；其中海峡青年论坛由中华全国青年联合会、台湾中华青年交流协会、中国国民党青工总会共同主办[16]，首屆海峡青年论坛於2003年舉辦[17]）
- 两岸主题交流活动（两岸社区交流活动、两岸公益交流活动、两岸文化交流活动、两岸体育交流活动等）
- 民俗文化活动（特色庙会等）

## 争议

### 央視「求和」說
2020年9月10日，中央电视台《海峡两岸》节目主持人李红在央视频《海峡两岸》节目官方账号“李红录像手记”栏目以“两岸兵凶战危，这人要来大陆求和”为标题，报道中国国民党拟派前立法院院长王金平率团出席第12届海峡论坛，並指中國國民黨此行「必須拿出誠意」，「如果以為有了溝通就能回到過去兩岸相安無事的狀態，那未免也太兒戲了」，表態強硬引发争议。
9月11日，国民党对央视表示谴责，批评这样的言论不仅无助良性互动，也扭曲追求和平原意，更伤害两岸人民感情。国民党亦向海峡论坛主办单位中共中央台湾工作办公室表达抗议，陆方事后將该短片下架，9月11日晚播出的《海峡两岸》节目改以“王金平率团访大陆，有助两岸交流”为题，节目主持人李红则改口称“王金平此时率团参加海峡论坛，对于两岸关系有正面积极的影响”。同日中共中央台辦發言人馬曉光稱「歡迎王金平先生率中國國民黨代表團出席論壇」。9月12日，李红表示，自己在节目中的短影片表述「純屬個人表述，不代表大陆官方」，而且澄清「求和」本意是促进两岸沟通与和平，称“『求』就是『寻求』，『和』就是『和平』”。对此解释，李敖之子李戡在脸书上諷“乾脆稱「求饒」是「尋求豐饒」好了”。中华民国前副总统吕秀莲则表示，希望王金平全团取消出席“海峡论坛”。
9月12日，国民党主席江启臣要求相关当事人公开道歉，强调“求和说”有很大的负面影响，对努力追求和平的人来讲更是尊严上面的践踏，绝对不接受。台湾中时新闻网报道称， 有消息指出，在中共中央台湾工作办公室协调下，央视主持人李红原已提交一份道歉声明的草稿，但给的內容跟国民党預期有所出入，沒有獲得接受，台湾网媒ETtoday指出，“若不大动作反击，将再度被贴上舔共的标签”。文章指出，“若坚持去一定要面对质疑，但同一时间，美国国务院次卿基思·克拉奇也将抵台，届时将再次凸显国民党亲中，民进党亲美的形象，以目前氛围而言，取消反而有望替蓝军设停损点”。。蓝营人士连胜文在脸书上攻击主持人李红“没有头脑”、“傻B”、“为两岸关系火上加油”。而大陸方面將李红言論定性為個人表態，官媒《環球時報》總編胡锡进在微博貼文，稱「虽然那位主持人供职于央视，把她的每一句话都解读成官方态度，显然是夸大了」「各界应该给予包容」，該條微博後來被关闭评论功能。中共中央台辦發言人馬曉光在記者會上应询「不要把主持人的个人言论无限放大，上纲上线，这不是处理问题应有的态度」，并批評島內有人「借題發揮、推波助瀾」，但評論家管仁健表示央視隸屬於中宣部，李紅那段話從畫面上來看，還是不止一台專業攝影機拍出來的，當然不會是什麼「個人意見」，沒有黨的高層指示，會在「姓黨的」央視節目裡講出王金平是來「求和」的？。事件经过舆论酝酿，中国大陆民众在微博上力挺李红，并称国民党“分明就是来要饭的”、“百年烂党”、“讨饭还想要尊严”。
9月14日，国民党尚未收到央视的书面道歉，国民党表示“近日央视频不当的‘求和说’不利两岸交流对话”，决定不以政黨形式参加海峡论坛，王金平亦不会以个人名义出席，有传国民党前代理主席林榮德以台商的名義个别前往，9月15日，林榮德表示「因事業繁忙，已經取消去參加海峽論壇」。9月21日，第十二屆海峽論壇在廈門舉行，全國政協主席汪洋因「另有公務」無法親臨現場，僅以錄影方式致辭，是自海峽論壇舉辦以來全國政協主席首次缺席大會，改由中共中央台辦主任劉結一會見出席論壇的新黨主席吳成典等嘉賓。10月10日晚間，在“求和說”時隔一個月后，李紅重返《海峽兩岸》節目擔任主持人。

### 台灣團體「被主辦」的争议
2020年的海峡论坛上，海峽論壇官網上標明台灣方面参与的主辦單位有台灣農會、台灣漁會、台灣農田水利會等等一些「主辦單位」，但經媒體採訪查證，這些海峽論壇官網上掛名的「主辦單位」均未參加海峽論壇，更不是所謂的「主辦單位」，有些還是已經消失的名稱，引發了一些爭議，台灣直批是海峽論壇掛名「被主辦」。
中華民國農會總幹事指出，從未參加過海峽論壇，官網掛的「台灣農會」，或許是兩岸往來較頻繁時期，可能有個別有互動的地方鄉鎮農會受邀請前往的。中華民國漁會總幹事接受採訪時說，2013年起就沒接獲邀請，即便過去曾受邀，也只是派代表去一下，不是主辦。農田水利會聯合會總幹事表示，迄今已3年沒有參加過，過去有派代表去一下，被掛名「還OK」，但是現在官網還留著這些掛名「不太適合」。

## 外部連結
- 官方网站